# Nanoplectrus truchanasi
Nanoplectrus truchanasi is een schietmot uit de familie Plectrotarsidae. De soort komt voor in het Australaziatisch gebied.